# Euriphene unopunctata
Euriphene unopunctata är en fjärilsart som beskrevs av George Thomas Bethune-Baker 1908. Euriphene unopunctata ingår i släktet Euriphene och familjen praktfjärilar. Inga underarter finns listade i Catalogue of Life.